# 三井一郎
三井一郎（みつい いちろう）とは、『木曜の怪談』や『踊る大捜査線』、『映画サマータイムマシン・ブルース』に登場する登場人物。
主人公ではないが、様々なところに登場している。演じるのは、俳優の三上市朗。
木曜の怪談内のつながりを示すための登場人物と思われる。

## 『木曜の怪談』
簡単に確認できるのは、以下の4作であるが、他にも登場している可能性はある。

### 『七瀬ふたたび』内での三井一郎
デロリアンに乗って、登場。

### 『ゴーストハンター早紀』内での三井一郎
モブシーンでの登場だが、デロリアンを購入しているところが確認できる。

### 『爆裂!分身娘』内での三井一郎
レギュラーキャラクターとして登場。

### 『怪奇倶楽部』内での三井一郎
数秒の登場のみ。

## 『踊る大捜査線』
『踊る大捜査線 歳末特別警戒スペシャル』で初登場し、以後もしばしば登場している。愛車はデロリアン。高貴な（芝居がかった）口調で喋る。映画『スタートレック』の宇宙艦隊士官服を着用しているが、エンブレムは独自のものである。実はナイフマニアである。

### 『踊る大捜査線 歳末特別警戒スペシャル』内での三井一郎
1997年12月31日の午後に居眠り運転で人身事故を起こして柏木雪乃に捕まって湾岸署へ連行されてくる。この時点でその年の警視庁管内の交通事故死が全国で9､997人、湾岸署管内で2人と1万人目前だったため、何としてもその年の交通事故死を1万人以内に抑えるように警視庁上層部から通達が出ており、これを守れなくなることをおそれた神田署長や交通課長から酷く叱られる。その約2年前に室井慎次が担当した殺人事件のために作成したナイフマニアのリストに載っていた。殺人事件で使われたナイフと同型の物を持っていたために殺人事件との関係を疑われるが、ナイフをバッグごと盗まれただけであった。

### 『踊る大捜査線 番外編湾岸署婦警物語 初夏の交通安全スペシャル』内での三井一郎
篠原夏美と臨時出向の桑野冴子に、路上駐車した愛車・デロリアンを取り締まられる。いつもの服装に望遠レンズを装着した一眼レフを首から下げて登場。歳末特別警戒スペシャルで盗まれた赤いワニ皮のバッグも持っていた。桑野との会話で、江戸川区にある「研究所」と呼称する場所に住んでいることが判明。車酔いで嘔吐する篠原の姿をカメラに収めようとした。

### 『踊る大捜査線 THE MOVIE 2 レインボーブリッジを封鎖せよ!』内での三井一郎
湾岸署管内で起きたスリ一家によるスリ事件の被害者で緒方刑事に事情聴取される。
監視モニターにも探偵のような男と話しているところが映っている

### 『交渉人 真下正義』内での三井一郎
子供を連れておもちゃ屋で買い物をしている。

### 『踊る大捜査線 THE MOVIE3 ヤツらを解放せよ!』内での三井一郎
秋葉原の街頭モニターで二人の子供と共にニュースを見ている。

## 『サマータイムマシン・ブルース』
映画館のチケット売り場（もぎり）として登場。